# Cinthya Lindo Espinoza
Cinthya Karina Lindo Espinoza (Sullana, 11 de mayo de 1978) es una profesora y política peruana. Fue la última Ministra de Desarrollo e Inclusión Social durante el Gobierno de Pedro Castillo, desde noviembre hasta la caída de Castillo durante su intento de golpe de Estado, en diciembre de 2022.

## Biografía
Cinthya Karina nació el 11 de mayo de 1978, en la ciudad peruana de Sullana y actualmente reside en el distrito de Castilla.
En 2002, obtuvo la licenciatura en Educación Primaria, en la Universidad Nacional de Piura.

### Trayectoria
Ejerció la docencia de nivel primaria, en instituciones educativas de El Tallán, Las Lomas, Castilla y Piura. Fue profesora del nivel primaria del I.E. N°14081 y del I.E. N°15117.

## Vida política
En las elecciones parlamentarias de 2021, fue candidata a congresista por el partido Perú Libre en representación del Departamento de Piura, pero no resulta electa.
En diciembre de 2021, el presidente Pedro Castillo la designó como prefecta regional de Piura, juramentando el 4 de enero de 2022. Presentó su renuncia al cargo, cuando fue nombrada ministra de Estado, siendo recién aceptada el 30 de noviembre del mismo año.

### Ministra de Estado
El 25 de noviembre de 2022, fue nombrada y posesionada por el presidente Pedro Castillo, como Ministra de Desarrollo e Inclusión Social del Perú. El 7 de diciembre del mismo año, tras el intento autogolpe de Estado de Pedro Castillo, presentó su renuncia al cargo.